# La Chapelle-Anthenaise
La Chapelle-Anthenaise é uma comuna francesa na região administrativa da Pays de la Loire, no departamento de Mayenne. Estende-se por uma área de 19,89 km². Em 2010 a comuna tinha 1 025 habitantes (densidade: 51,5 hab./km²).